# Oisin McAuley
Oisín McAuley is een van de Ierse folkmuzikanten van de bekende Ierse folkband Danu. Hij is daar violist en achtergrondzanger. Grootgebracht in Carrick in de County Donegal werd hij omringd door vioolmuziek. Hij behaalde een graad in de muziek aan de Queen's University, Belfast. Hij speelde onder andere met Stockton's Wing, Cran, Alan Kelly, Hot Club of Dublin en anderen voor hij in 2001 bij Danu begon. Hij is thuis in het bespelen van de viool, zowel klassiek als jazz en traditioneel.

## Discografie
- The road less traveled - 2003
- Up in the air - 2003
- When all is said and done - 2004
- One night stand - 2004